# Campionati europei di canottaggio
I campionati europei di canottaggio hanno una tradizione molto più antica rispetto ai campionati mondiali di canottaggio, infatti mentre questi ultimi si disputano solamente dal 1962, gli europei hanno invece visto la loro prima edizione nel 1893 al lago d'Orta in Italia.
Tuttavia si disputarono sino al 1969 (in tutto 53 edizioni) e si dovette aspettare il 2007 per il loro ripristino con lo svolgimento della LIV edizione.

## Edizioni
| Edizione                                                               | Anno | Luogo             | Nazione                     | Eventi |
| ---------------------------------------------------------------------- | ---- | ----------------- | --------------------------- | ------ |
| 1                                                                      | 1893 | Lago d'Orta       | Italia                      | 3      |
| 2                                                                      | 1894 | Mâcon             | Francia                     | 4      |
| 3                                                                      | 1895 | Ostenda           | Belgio                      | 4      |
| 4                                                                      | 1896 | Ginevra           | Svizzera                    | 4      |
| 5                                                                      | 1897 | Pallanza          | Italia                      | 4      |
| 6                                                                      | 1898 | Torino            | Italia                      | 5      |
| 7                                                                      | 1899 | Ostenda           | Belgio                      | 5      |
| 8                                                                      | 1900 | Parigi            | Francia                     | 5      |
| 9                                                                      | 1901 | Zurigo            | Svizzera                    | 5      |
| 10                                                                     | 1902 | Strasburgo        | Germania                    | 5      |
| 11                                                                     | 1903 | Venezia           | Italia                      | 5      |
| 12                                                                     | 1904 | Parigi            | Francia                     | 5      |
| 13                                                                     | 1905 | Gand              | Belgio                      | 5      |
| 14                                                                     | 1906 | Pallanza          | Italia                      | 5      |
| 15                                                                     | 1907 | Reno              | Germania                    | 5      |
| 16                                                                     | 1908 | Lucerna           | Svizzera                    | 5      |
| 17                                                                     | 1909 | Parigi            | Francia                     | 5      |
| 18                                                                     | 1910 | Ostenda           | Belgio                      | 5      |
| 19                                                                     | 1911 | Como              | Italia                      | 5      |
| 20                                                                     | 1912 | Ginevra           | Svizzera                    | 5      |
| 21                                                                     | 1913 | Gand              | Belgio                      | 5      |
| 1914–1919 non disputati a causa della prima guerra mondiale            |      |                   |                             |        |
| 22                                                                     | 1920 | Mâcon             | Francia                     | 5      |
| 23                                                                     | 1921 | Amsterdam         | Paesi Bassi                 | 5      |
| 24                                                                     | 1922 | Barcellona        | Spagna                      | 5      |
| 25                                                                     | 1923 | Como              | Italia                      | 5      |
| 26                                                                     | 1924 | Zurigo            | Svizzera                    | 6      |
| 27                                                                     | 1925 | Praga             | Cecoslovacchia              | 7      |
| 28                                                                     | 1926 | Lucerna           | Svizzera                    | 7      |
| 29                                                                     | 1927 | Como              | Italia                      | 7      |
| 30                                                                     | 1929 | Bydgoszcz         | Polonia                     | 7      |
| 31                                                                     | 1930 | Liegi             | Belgio                      | 7      |
| 32                                                                     | 1931 | Parigi            | Francia                     | 7      |
| 33                                                                     | 1932 | Belgrado          | Jugoslavia                  | 7      |
| 34                                                                     | 1933 | Budapest          | Ungheria                    | 7      |
| 35                                                                     | 1934 | Lucerna           | Svizzera                    | 7      |
| 36                                                                     | 1935 | Berlino           | Germania                    | 7      |
| 37                                                                     | 1937 | Amsterdam         | Paesi Bassi                 | 7      |
| 38                                                                     | 1938 | Milano            | Italia                      | 7      |
| 1939–1946 non disputati a causa della Seconda Guerra Mondiale          |      |                   |                             |        |
| 39                                                                     | 1947 | Lucerna           | Svizzera                    | 7      |
| 40                                                                     | 1949 | Amsterdam         | Paesi Bassi                 | 7      |
| 41                                                                     | 1950 | Milano            | Italia                      | 7      |
| 42                                                                     | 1951 | Mâcon             | Francia                     | 7      |
| 43                                                                     | 1953 | Copenaghen        | Danimarca                   | 7      |
| 44                                                                     | 1954 | Amsterdam         | Paesi Bassi                 | 12     |
| 45                                                                     | 1955 | Bucarest/Gand     | Romania/ Belgio             | 12     |
| 46                                                                     | 1956 | Bled              | Jugoslavia                  | 12     |
| 47                                                                     | 1957 | Duisburg          | Germania Ovest              | 12     |
| 48                                                                     | 1958 | Poznań            | Polonia                     | 12     |
| 49                                                                     | 1959 | Mâcon             | Francia                     | 12     |
| 50                                                                     | 1960 | Londra            | Regno Unito                 | 5      |
| 51                                                                     | 1961 | Praga             | Cecoslovacchia              | 12     |
| 52                                                                     | 1962 | Berlino Est       | Germania Est                | 5      |
| 53                                                                     | 1963 | Copenaghen/Mosca  | Danimarca/ Unione Sovietica | 12     |
| 54                                                                     | 1964 | Amsterdam         | Paesi Bassi                 | 12     |
| 55                                                                     | 1965 | Duisburg          | Germania Ovest              | 12     |
| 56                                                                     | 1966 | Amsterdam         | Paesi Bassi                 | 5      |
| 57                                                                     | 1967 | Vichy             | Francia                     | 12     |
| 58                                                                     | 1968 | Berlino Est       | Germania Est                | 5      |
| 59                                                                     | 1969 | Klagenfurt        | Austria                     | 12     |
| 60                                                                     | 1970 | Tata              | Ungheria                    | 5      |
| 61                                                                     | 1971 | Copenaghen        | Danimarca                   | 12     |
| 62                                                                     | 1972 | Brandeburgo       | Germania Est                | 5      |
| 63                                                                     | 1973 | Mosca             | Unione Sovietica            | 12     |
| 1974–2006 non disputati a causa dei Campionati mondiali di canottaggio |      |                   |                             |        |
| 64                                                                     | 2007 | Poznań            | Polonia                     | 14     |
| 65                                                                     | 2008 | Maratona          | Grecia                      | 14     |
| 66                                                                     | 2009 | Brest             | Bielorussia                 | 14     |
| 67                                                                     | 2010 | Montemor-o-Velho  | Portogallo                  | 22     |
| 68                                                                     | 2011 | Plovdiv           | Bulgaria                    | 14     |
| 69                                                                     | 2012 | Varese            | Italia                      | 14     |
| 70                                                                     | 2013 | Siviglia          | Spagna                      | 17     |
| 71                                                                     | 2014 | Belgrado          | Serbia                      | 17     |
| 72                                                                     | 2015 | Poznań            | Polonia                     | 17     |
| 73                                                                     | 2016 | Brandeburgo       | Germania                    | 17     |
| 74                                                                     | 2017 | Račice            | Rep. Ceca                   | 18     |
| 75                                                                     | 2018 | Glasgow           | Regno Unito                 | 17     |
| 76                                                                     | 2019 | Lucerna           | Svizzera                    | 17     |
| 77                                                                     | 2020 | Poznań            | Polonia                     | 22     |
| 78                                                                     | 2021 | Varese            | Italia                      | 22     |
| 79                                                                     | 2022 | Monaco di Baviera | Germania                    | 23     |
| 80                                                                     | 2023 | Bled              | Slovenia                    | 21     |
| 81                                                                     | 2024 | Szeged            | Ungheria                    | 21     |
| 82                                                                     | 2025 | Plovdiv           | Bulgaria                    | 21     |